# Reuler
Reuler (franska) (luxemburgiska: Reiler lyssna (fil), tyska: Reuler) är en ort i kantonen Clervaux i norra Luxemburg. Den ligger i kommunen Clervaux, cirka 50 kilometer norr om staden Luxemburg. Orten har 356 invånare (2022).